# Кривошапкин, Илья Ильич
Илья Ильич Кривошапкин (1936—2001) — советский лётчик гражданской авиации, депутат Верховного Совета СССР X созыва (1979—1983).
Родился в с. Танда.
Окончил авиационное училище штурманов и Киевский институт инженеров гражданской авиации.
Работал в Маганском объединенном авиаотряде Якутского управления гражданской авиации старшим инженером участка спецоборудования самолетов, штурманом самолета Ан-24.
Депутат Верховного Совета Якутской АССР VIII созыва. Депутат Верховного Совета СССР (Совет национальностей) X созыва (1979-1983).
Награждён орденом «Знак Почёта», медалью «За доблестный труд. В ознаменование 100-летия со дня рождения В. И. Ленина».